# Ax-les-Thermes

Ax-les-Thermes este o comună în departamentul Ariège din sudul Franței. În 1 ianuarie 2022 avea o populație de 1.277 de locuitori.